# Eurocopter AS565 Panther
Eurocopter AS565 Panther je srednje velik dvomotorni večnamenski vojaški helikopter evropskega podjetja Eurocopter (zdaj Airbus Helicopters). Panther je vojaška verzija helikopterja Eurocopter AS365 Dauphin. Uporablja se za transport vojakov ali tovora, iskanje in reševanje in medicinsko evakuacijo (MEDEVAC). Lahko pa se ga tudi oboroži s topom in raketami za jurišne napade na kopenske cilje ali pa s torpedi za napade na ladje in podmornice.

## Tehnične specifikacije (AS365 MB Panther)
Podatki iz 
Splošne značilnosti
- Posadka: 1 ali 2 pilota
- Število sedežev: 10 vojakov
- Dolžina: 13,68 m (44 ft 11 in)
- Višina: 3,97 m (13 ft 0 in)
- Teža praznega letala: 2.380 kg (5.247 lb)
- Maks. vzletna teža: 4.300 kg (9.480 lb)
- Pogon letala: 2 × Turboméca Arriel 2C turbogredni motor, 635 kW (852 hp) vsak
- Premer glavnega rotorja:  11,94 m (39 ft 2 in)
- Površina glavnega rotorja: 111,98 m2 (1.205,3 sq ft)

Zmogljivost
- Maks. hitrost: 306 km/h (190 mph; 165 kn)
- Višina leta: 5.865 m (19.242 ft)
- Hitrost vzpenjanja: 8,9 m/s (1.750 ft/min)

Oborožitev

- Strelno orožje: Giat M621 20 mm top
- Rakete: 68 mm (2,677 in) ali  70 mm (2,756 in) nevodljive rakete
- Izstrelki: 

  - Matra Mistral rakete zrak-zrak
  - AS 15 TT protiladijska raketa
  - HOT protitankovske rakete
  - Mk46 ali Whitehead A.244/S torpedo